# Timòcrates de Siracusa
Timòcrates de Siracusa (en llatí Timocrates, en grec antic τιμοκράτης) fou un militar siracusà que va viure al segle IV aC.
Va dirigir un esquadró de dotze galeres enviades per Dionís el Jove de Siracusa en ajut d'Esparta l'any 366 aC. L'arribada d'aquesta força va permetre als espartans reduir la ciutat de Sel·làsia que s'havia revoltat, segons diu Xenofont.